# Edward Ellsworth Jones
Edward Ellsworth Jones (* 11. srpna 1926 – 30. července 1993) byl americký psycholog, představitel sociální psychologie, 39. nejcitovanější psycholog 20. století.
Věnoval se především studiu fenoménu atribuce (sklonu člověka připisovat dění kolem sebe významy a příčiny). V této souvislosti vypracoval spolu s Keithem Davisem kolem roku 1965 tzv. teorii odpovídajícího vyvozování (correspondent inference theory). Ta vysvětluje, za jakých okolností jevům lidé přisuzují svůj vlastní podíl na nich a kdy ho přisuzují silám vnějším. Při té příležitosti definoval též tzv. základní vyvozovací chybu (fundamental attribution error), která spočívá v obecném sklonu přeceňovat vnitřní dispozice člověka a strukturu osobnosti při posuzování příčin událostí, na úkor složitých vnějších procesů. Tuto chybu ovšem lidé dělají jen tehdy, jsou-li sami aktéry události, naopak pozorují-li ji zvnějšku, hodnotí podíl komplexních sociálních procesů na událost objektivněji – tomuto jevu dal Jones název pozorovací chyba aktéra (actor–observer bias).
Věnoval se také sociálněpsychologickému jevu, kterému dal název ingratiation, a který by šlo přeložit jako "zalíbení se". Zkoumal techniky, jakými se lidé snaží zalíbit lidem, o jejichž přízeň či zájem jim jde. Při té příležitosti definoval i některé málo očekávatelné způsoby, jakými toho lidé dosahují, jako je autentické (nikoli předstírané) převzetí názorů "sváděného", sebepodceňování, které umožní druhému se vidět hodnotnější, či tzv. name-dropping, tedy uvádění sebe sama do souvislosti se slavnými a významnými lidmi.
Atribuce i ingraciace pak nabývá zvláštní dynamiku ve skupinách.